# Merosargus australis
Merosargus australis är en tvåvingeart som beskrevs av James 1971. Merosargus australis ingår i släktet Merosargus och familjen vapenflugor. Inga underarter finns listade i Catalogue of Life.